# Estância Grande
Estância Grande é um distrito do município de Alvorada, no Rio Grande do Sul . O distrito possui  cerca de 18 000 habitantes e está situado na região nordeste do município .